# Zemplínske Jastrabie
Zemplínske Jastrabie este o comună slovacă, aflată în districtul Trebišov din regiunea Košice. Localitatea se află la altitudinea de 120 m deasupra n.m., se întinde pe o suprafață de 10,73 km2 și în 2017 număra 674 de locuitori.

## Istoric
Localitatea Zemplínske Jastrabie este atestată documentar din 1272.

## Demografie
| An:                | 1994 | 2004   | 2014   | 2024   |
| ------------------ | ---- | ------ | ------ | ------ |
| Număr de persoane: | 582  | 633    | 665    | 651    |
| Diferență:         |      | +8,76% | +5,05% | −2,10% |

| An:                | 2023 | 2024   |
| ------------------ | ---- | ------ |
| Număr de persoane: | 643  | 651    |
| Diferență:         |      | +1,24% |